# Alexis de Hesse-Philippsthal-Barchfeld
Alexis William Ernest Philippe de Hesse-Philippsthal-Barchfeld (allemand : Alexis Wilhelm Ernst von Hessen-Philippsthal-Barchfeld; 13 septembre 1829 à Burgsteinfurt – 16 août 1905 à Herleshausen) est le dernier landgrave de Hesse-Philippsthal-Barchfeld.

## Biographie
Alexis est un fils du landgrave Charles de Hesse-Philippsthal-Barchfeld (1784-1854) de son second mariage avec Sophie (1794-1873), la fille de Louis Guillaume Geldricus Ernest de Bentheim et Steinfurt. Il succède à son père en 1854 comme landgrave de Hesse-Philippsthal-Barchfeld.
Alexis est un Général de Cavalerie prussien. À partir de 1866, il est membre de la Chambre des seigneurs de Prusse et un chevalier de l'Ordre de l'Aigle noir.
Le Royaume de Prusse annexe l'Électorat de Hesse, y compris la Hesse-Philippsthal-Barchfeld, en 1866. À partir de 1880, Alexis et Ernest de Hesse-Philippsthal reçoivent, en tant qu'héritiers de la famille des comtes de Philippsthal, une rente de 300 000 Marks de l'Électorat de Hesse. Ils reçoivent également trois châteaux: le Château de la Ville de Hanau, le château de Rotenbourg et celui de Schönfeld à Cassel.
Le 17 juin 1854, Alexis épouse au Château de Charlottenbourg Louise de Prusse (1829-1901), la fille de Charles de Prusse. Le mariage est resté sans enfant et s'est terminé par un divorce, le 6 mars 1861.
Alexis est mort le 16 août 1905. Son neveu Clovis de Hesse-Philippsthal-Barchfeld (1876-1954), le fils de son frère Guillaume de Hesse-Philippsthal-Barchfeld (1831-1890), lui succède.